# Jon Hansen

Wappen von Jon Hansen

Jon Paul Christian Hansen CSsR (* 18. Februar 1967 in Edmonton, Alberta, Kanada) ist ein kanadischer Ordensgeistlicher und römisch-katholischer Bischof von Mackenzie-Fort Smith.

## Leben
Jon Hansen trat der Ordensgemeinschaft der Redemptoristen bei und legte 1998 die zeitliche Profess ab. 2002 legte er die ewige Profess ab. Hansen empfing am 24. April 2004 das Sakrament der Priesterweihe.
Am 15. Dezember 2017 ernannte ihn Papst Franziskus zum Bischof von Mackenzie-Fort Smith. Der Erzbischof von Grouard-McLennan, Gérard Pettipas CSSR, spendete ihm am 18. März des folgenden Jahres die Bischofsweihe. Mitkonsekratoren waren der Erzbischof von Edmonton, Richard William Smith, und der Bischof von Whitehorse, Héctor Vila.